# 圣雷格勒
圣雷格勒（法語：Saint-Règle，法語發音：[sɛ̃ ʁɛɡl]）是法国安德尔-卢瓦尔省的一个市镇，位于该省东部，属于图尔区。

## 地理
圣雷格勒（47°24'30"N, 1°3'12"E）面积6.49 平方千米，位于法国中央-卢瓦尔河谷大区安德尔-卢瓦尔省，该省份为法国中西部省份，北起萨尔特省、东北接卢瓦-谢尔省，东南接安德尔省，南至维埃纳省，西临曼恩-卢瓦尔省。
与圣雷格勒接壤的市镇（或旧市镇、城区）包括：昂布瓦斯、沙尔热、图赖讷地区苏维尼。

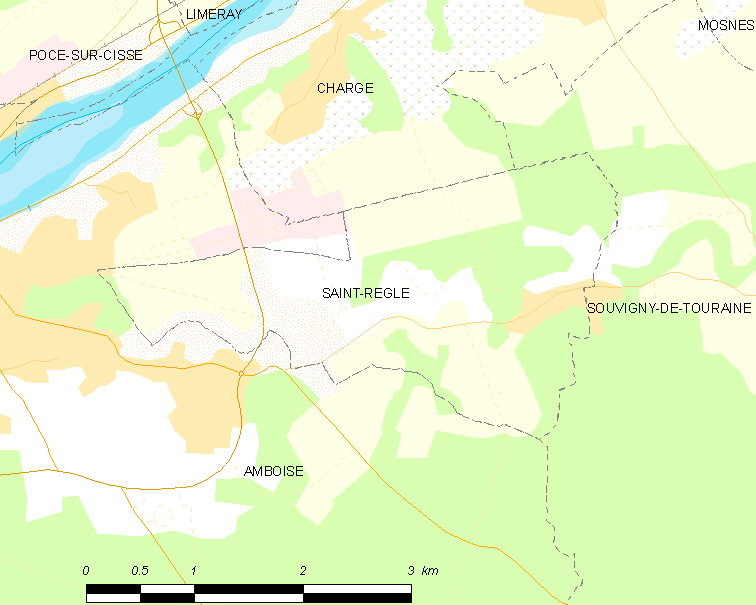
圣雷格勒的OSM定位图

圣雷格勒的时区为UTC+01:00、UTC+02:00（夏令时）。

## 行政
圣雷格勒的邮政编码为37530，INSEE市镇编码为37236。

## 政治
圣雷格勒所属的省级选区为昂布瓦斯县。

## 人口

1962-2008年间圣雷格勒人口变化图示

圣雷格勒于2022年1月1日时的人口数量为626人。